# Адміралтейське (озеро)
Адміралтейське озеро (англ. Lake Admiralty) — колишнє, моренне озеро у басейні нинішнього озера Онтаріо. Берегова лінія Адміралтейського озера була на 20 метрів нижче, ніж озеро Онтаріо. Берегова лінія льодовикового озера Ірокез, більш раннього передльодовикового озера, була набагато вищою за озеро Онтаріо, тому що язик Лаврентійського льодовика блокував те, що зараз є долиною річки Святого Лаврентія. Озеро Ірокез дренувалось через Ніагарський ескарп долиною річки Мохок. До відступу льодовика, вага льодовика тримала витік річки Святого Лаврентія нижче поточного рівня. У міру того як льодовик продовжував відступати, регіон Тисячі Островів зазнав післяльодовикового відскоку, і озеро наповнилося до свого нинішнього рівня.